# Albert Jensen (journalist)

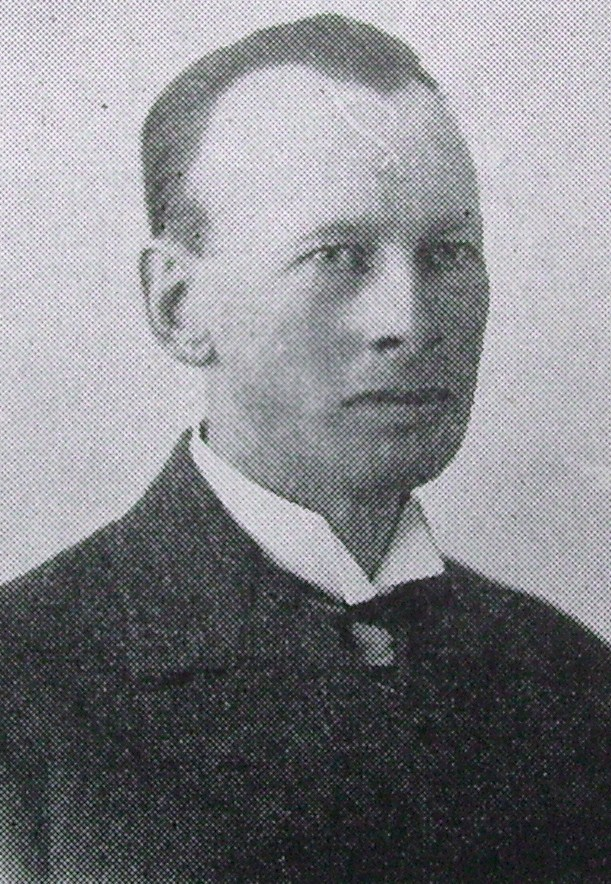
Albert Jensen

Albert Otto Jensen, född 29 juni 1879 i Landskrona, död 9 april 1957, var en svensk journalist och publicist, anarkist, syndikalist och agitator. Han var gift med socialreformatorn Elise Ottesen-Jensen 1931–1945.

## Biografi
Albert Jensen växte upp under fattiga förhållanden. Hans far dog då Jensen var sju år gammal. Familjens många barn orsakade försörjningsproblem och tvingade den att ibland leva på väldigt knappa tillgångar. Jensens politiska karriär började när han som artonåring var med om att starta en ungsocialistisk klubb i sin hemstad 1897. Mellan den 19 januari 1906 och 19 januari 1907 tillbringade han sitt första år i fängelse, efter antimilitaristisk aktion. Strax efter frigivandet var det dags för ytterligare 6 månader i fängelse i Karlskrona. Ännu ett halvår blev det 1910 på Långholmens centralfängelse.
Efter dessa år reste Jensen till Frankrike, där han på nära håll kunde studera och få större kunskap om syndikalismen. 1913 representerade han SAC vid den första internationella syndikalistkongressen i London. Efter att återigen blivit dömd till fängelse avvek Jensen till Norge i stället för att resa hem till Sverige. I Norge där han goda kontakter och började arbeta för den norska syndikalistiska veckotidningen Direkt Aktion. Men vid första världskrigets utbrott skärptes myndigheternas uppmärksamhet, och han beslutade sig därför för att fly till England. Innan båten i Bergen skulle avgå, blev han arresterad och utvisad till Sverige. Han lyckades dock komma undan den svenska polisen och verkade en tid under pseudonymen Didrik Stigman, innan han begav sig till Köpenhamn. Där blev han åter verksam på en tidning, Solidaritet, som utrikesredaktör, men genom omständigheter av privat karaktär blev han utvisad även från Danmark. Väl i Sverige fick han avtjäna sitt tre månader långa fängelsestraff. Från 1922 till 1924 arbetade han som utrikesredaktör på den då nystartade syndikalistiska dagstidningen Arbetaren. Han lämnade anställningen i samband med en konflikt kring redigeringen av hustrun Elise Ottesen-Jensens (signaturen Ottar) sidor i tidningen. Likaså kritiserade dåvarande redaktionssekreteraren Ragnar Casparsson artiklar av Moa Martinson, signaturen Helga, på ett mycket manschauvinistiskt vis. Martinson genmälde då med uttrycket att Casparsson var "en stor padda i en liten pöl". Från 1928 fram till 1950 verkade Albert Jensen åter på Arbetaren, nu som dess chefredaktör.